# Town-Klasse (1910)
Die Town-Klasse war ein Klasse von 21 Leichten Kreuzern der britischen und australischen Marine, die zwischen 1910 und 1946 in Dienst stand.

## Allgemeines
Die zwischen 1909 und 1922 gebauten Schiffe  waren Langstreckenkreuzer, die sehr gut für die riesigen, von der britischen Marine zu patrouillierenden Ausmaße des Empire geeignet waren. Die Klasse gliedert sich in einige Unterklassen,

| die Bristol-Klasse    | 5 Schiffe für die RN: HMS Liverpool, HMS Glasgow, HMS Gloucester, HMS Newcastle, HMS Bristol,                                     | 5 Schiffe für die RN: HMS Liverpool, HMS Glasgow, HMS Gloucester, HMS Newcastle, HMS Bristol,                                     |
| die Weymouth-Klasse   | 4 Schiffe für die RN: HMS Falmouth, HMS Weymouth, HMS Dartmouth, HMS Yarmouth,                                                    | 4 Schiffe für die RN: HMS Falmouth, HMS Weymouth, HMS Dartmouth, HMS Yarmouth,                                                    |
| die Chatham-Klasse    | 3 Schiffe für die RN: HMS Chatham, HMS Dublin, HMS Southampton, 3 Schiffe für die RAN:HMAS Melbourne, HMAS Sydney, HMAS Brisbane, | 3 Schiffe für die RN: HMS Chatham, HMS Dublin, HMS Southampton, 3 Schiffe für die RAN:HMAS Melbourne, HMAS Sydney, HMAS Brisbane, |
| die Birmingham-Klasse | 3 Schiffe für die RN: HMS Nottingham, HMS Lowestoft, HMS Birmingham, 1 Schiff für RAN: HMAS Adelaide,                             | 3 Schiffe für die RN: HMS Nottingham, HMS Lowestoft, HMS Birmingham, 1 Schiff für RAN: HMAS Adelaide,                             |
| die Birkenhead-Klasse | 2 ursprünglich für Griechenland vorgesehene Schiffe: HMS Birkenhead, HMS Chester.                                                 | 2 ursprünglich für Griechenland vorgesehene Schiffe: HMS Birkenhead, HMS Chester.                                                 |

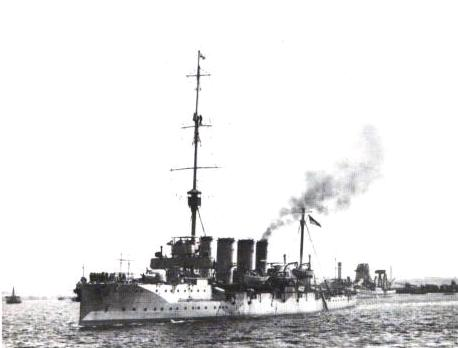
HMS Bristol

In der RAN wurden die Schiffe als Sydney-Klasse bezeichnet. Sie waren für den Einsatz in allen Teilen der Welt gebaut und galten als sehr seetüchtig.

### Bristol-Klasse
Die ersten fünf Kreuzer der Town-Klasse wurden im Haushalt von 1909 bestellt und kamen Ende 1910 in Dienst.

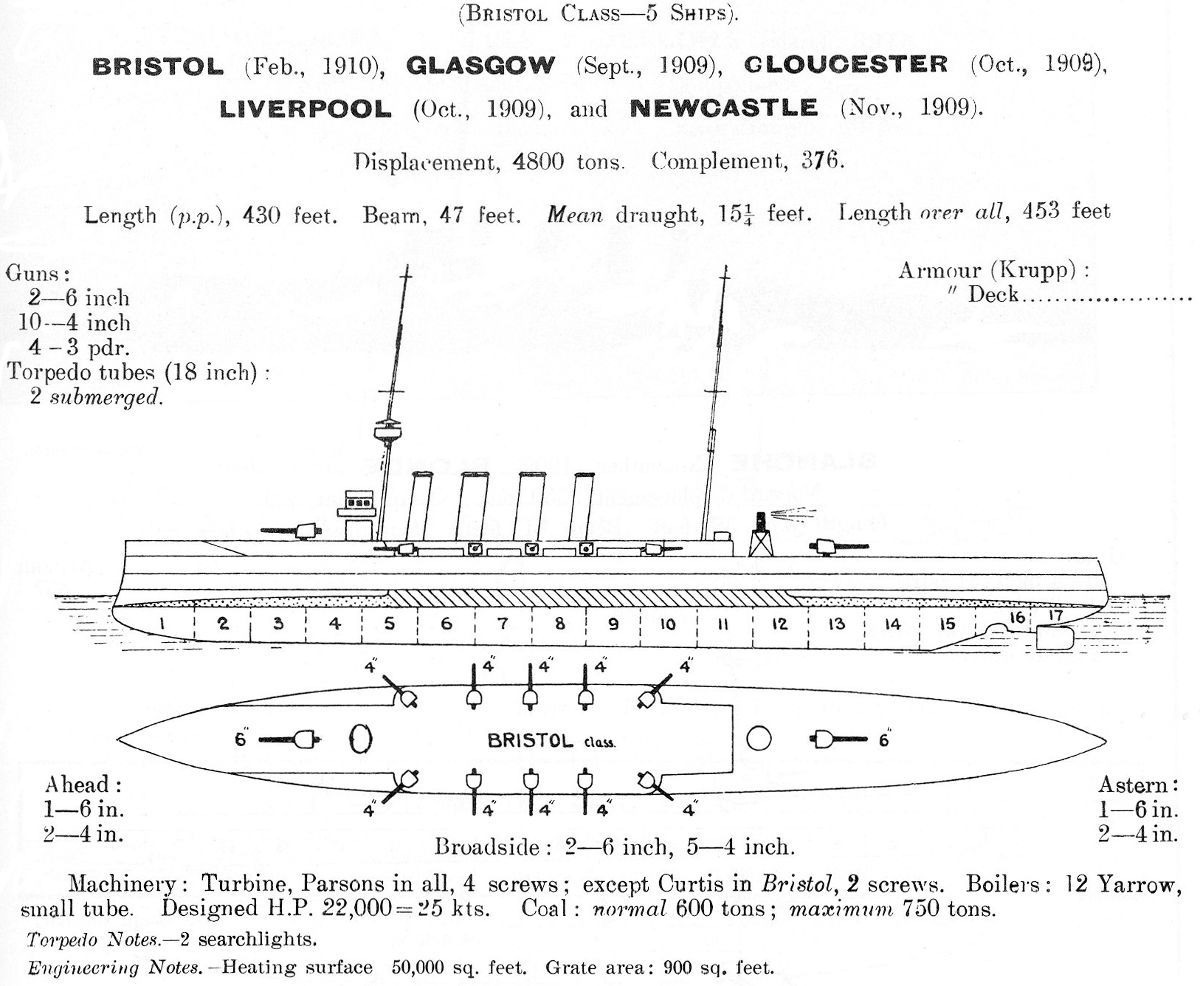
Bristol-Klasse in Jane’s 1914

Sie wurden bei verschiedenen Privatwerften gebaut. Sie waren 138 m (453 Fuß) lang und verdrängten vollausgerüstet 5.300 Tonnen. Sie hatten einen relativ niedrigen Freibord, was bei der folgenden Weymouth-Klasse geändert wurde. Ihre Hauptbewaffnung war relativ schwach mit nur zwei 15,2-cm-Einzelgeschützen (6 Zoll) vorn und hinten. Dazu hatte sie zehn 10,2-cm-Einzelgeschütze (4 Zoll) an den Seiten, die allerdings ziemlich tief eingebaut waren und daher nicht bei jedem Wetter optimal eingesetzt werden konnten. Dazu verfügten die Schiffe über vier 4,7-cm-Vickers-Geschütze und vier Maxim-Maschinengewehre.
Im Ersten Weltkrieg erhielten sie zur Luftabwehr neben den 4,7-cm-Geschützen und den MG noch eine 7,6 cm-Schnellfeuerkanone (3 Zoll).
Die Kreuzer sollten dem Schutz der Handelswege dienen und auch Aufgaben für die Flotte übernehmen.

### Weymouth-Klasse
Die folgenden vier Schiffe wurden aus dem Haushalt 1910 bestellt und kamen Ende 1911, bzw. die Yarmouth Anfang 1912, in Dienst und unterschieden sich bei einer Maximalverdrängung von 5.800 Tonnen nur wenig von den Vorgängern. Sie hatten eine stärkere Bewaffnung mit acht 15,2-cm-Einzelgeschützen und 53,3-cm-Torpedorohren (21 Zoll). Die einheitliche Bewaffnung war besser platziert als auf der Bristol-Klasse, auch war die Breite der Weymouth-Klasse etwas größer. 1915 wurden die Schiffe, wie eigentlich alle Town-Kreuzer, mit einem einzelnen 7,6-cm-Flugabwehrgeschütz nachgerüstet.

### Chatham- /Sydney-Klasse
Mit dem Haushalt 1911 bestellte die Royal Navy drei weitere Schiffe der Chatham-Klasse, die 1912/1913 in Dienst kamen. Dazu wurden drei Schwesterschiffe als Sydney-Klasse für die neue Royal Australian Navy gebaut, von denen die 1916 fertiggestellte Brisbane der erste in Australien gebaute Kreuzer war. Von den Vorgängern unterschieden sich die Schiffe, deren Verdrängung auf 6.000 Tonnen gestiegen war, durch einen Wasserlinienpanzer auf Kosten etwas reduzierter Deckspanzerung. Auch war der Bug ausladender als bei den Vorgängern.
Die Chatham gehörte von 1920 bis 1924 zur New Zealand Division der Royal Navy.

### Birmingham-Klasse
Der Haushalt 1912 enthielt drei weitere Schiffe für die Royal Navy und ein viertes für die Royal Australian Navy mit einer Maximalverdrängung von 6.040 Tonnen. Die Schiffe dieser Klasse kamen noch vor dem Kriegsausbruch 1914 in Dienst. Die Fertigstellung der in Australien gebauten Adelaide zog sich allerdings bis 1922 hin. Die Schiffe unterschieden sich von ihren Vorgängern durch ein zusätzliches 15,2-cm-Geschütz auf dem Vorschiff und die Ausstattung mit dem moderneren Typ XII. Dazu war der Bug verändert, um die Seefähigkeit der Kreuzer zu erhöhen.
Die Weiterentwicklung der Birmingham-Klasse führte zu den fünf Schiffen der Hawkins-Klasse.

### Birkenhead-Klasse
Während des Ersten Weltkrieges erhielt die Royal Navy noch zwei weitere Kreuzer dieses Typs. Die als Birkenhead-Klasse bezeichneten Schiffe waren von der Griechischen Marine als Antinavarhos Kontouriotis und Lambros Katsonis bei Cammell Laird bestellt worden. 1915 übernahm die Royal Navy die Bauten, benannte sie um und brachte die maximal 5.795 Tonnen verdrängenden Kreuzer 1915/1916 in Dienst. Sie unterschieden sich durch eine etwas veränderte Rumpfform und vor allem durch die Bewaffnung mit zehn 14,0-cm-Geschützen (5,5 Zoll) von ihren Vorgängern. Auch nutzten sie nur Öl als Treibstoff.
Nach dem Krieg zeigte Griechenland kein Interesse, diese Schiffe wieder zu erwerben.

## Einsatz

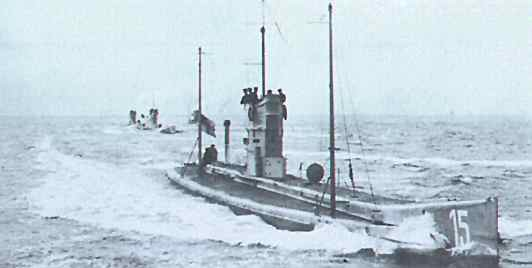
U 15

Bei Kriegsbeginn befanden sich die siebzehn in Dienst befindlichen Kreuzer der Town-Klasse auf allen Stationen der Royal Navy. Die 1st Light Cruiser Squadron mit Southampton, Liverpool, Falmouth, Birmingham, Lowestoft und Nottingham diente bei der Home Fleet und war an deren ersten Einsatz beim Seegefecht bei Helgoland beteiligt. Die Birmingham war das erste Schiff, das ein feindliches Schiff und ein deutsches U-Boot versenkte, indem sie SM U 15 am 9. August 1914 vor Fair Isle rammte.
Die 2nd Light Cruiser Squadron im Mittelmeer mit Gloucester, Dublin, Chatham und Weymouth wurde zum Teil in der Verfolgung der deutschen Mittelmeerdivision (Goeben und Breslau) eingesetzt. Die australischen Kreuzer Brisbane und Sydney nahmen an der Besetzung der deutschen Kolonie Deutsch-Neuguinea teil. Die Yarmouth der China Station und die Dartmouth der Eastindies Station beteiligten sich an der Suche nach den Schiffen des deutschen Ostasiengeschwaders. Die Bristol hatte im August ein kurzes Gefecht mit der Karlsruhe in der Karibik, in dem sie zwei Treffer erhielt und dem deutschen Kreuzer nicht folgen konnte. Die auf der Südamerika-Station befindliche Glasgow nahm am Seegefecht bei Coronel und mit der Bristol auch am Seegefecht bei den Falklandinseln teil. Die Sydney konnte im November die Emden im Indischen Ozean stellen und außer Gefecht setzen.

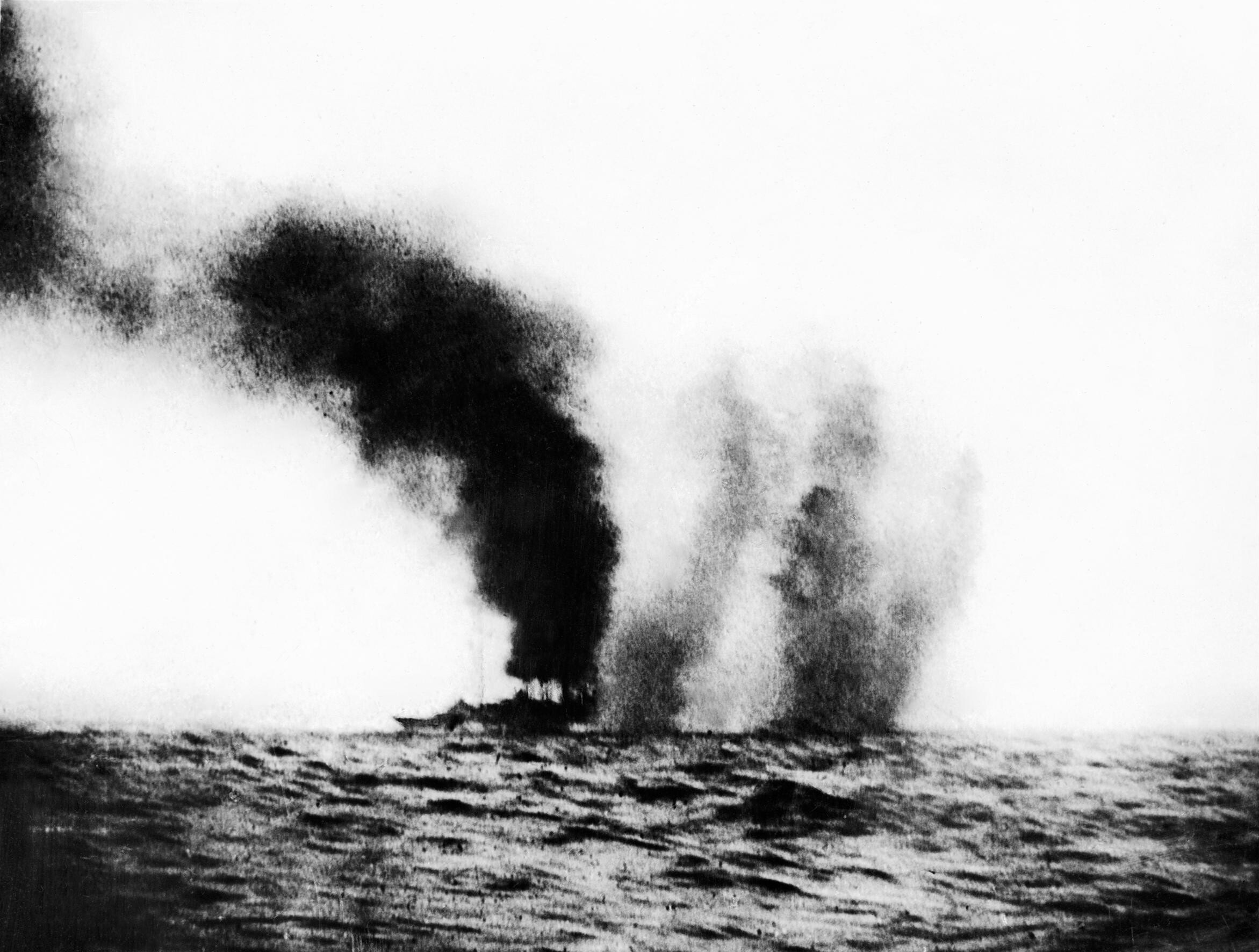
Die Birmingham in der Skagerrakschlacht

1915 war die Glasgow am Auffinden und der Versenkung der Dresden beteiligt, die Kreuzer der Home Fleet am Gefecht auf der Doggerbank und andere Kreuzer im Mittelmeer am Angriff auf die Dardanellen.
1916 waren neun der Town-Kreuzer an der Skagerrakschlacht beteiligt. Die 2nd Light Cruiser Squadron unter Commodore William Goodenough mit Southampton, Birmingham, Nottingham, Dublin sowie die 3rd Light Cruiser Squadron unter Rear Admiral Trevylyan Naper mit Falmouth, Yarmouth, Birkenhead und Gloucester waren im Verband der Battle Cruiser Fleet unter Vice Admiral David Beatty vom Beginn der Schlacht im Einsatz. Die Chester der 3rdLCS war der mit den Linienschiffen operierenden 3rd Battle Cruiser Squadron von Rear Admiral Horace Hood zugeteilt worden. Southampton und Chester hatten die meisten Gefallenen zu beklagen.

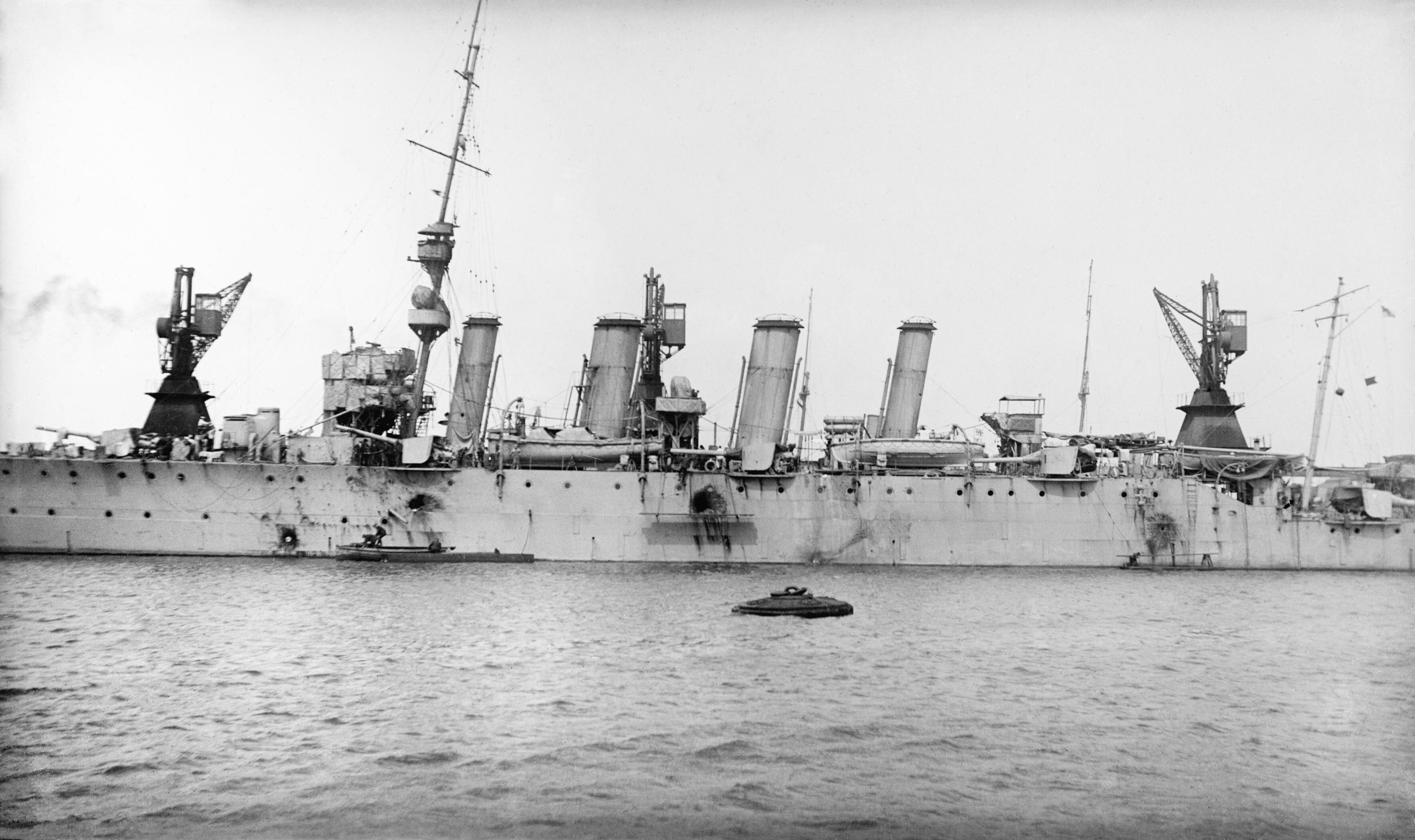
Die beschädigte Chester nach der Skagerrakschlacht

1917 erfolgte der erste Abschuss eines Luftfahrzeuges durch ein von einem Kreuzer gestartetes Flugzeug, einer Sopwith Pup der Yarmouth, die am 21. August 1917 den Zeppelin L 23 bei Lyngrik abschoss. Die Weymouth, Dublin, Melbourne, Sydney und Southampton erhielten auch 1917/18 Plattformen für einen Flugzeugstart, die bei Kriegsende entfernt wurden.
Während des Krieges gingen zwei Schiffe verloren, die Falmouth und die Nottingham wurden innerhalb von zwei Tagen von deutschen U-Booten versenkt.
Am 19. August 1916 wurde die Nottingham südöstlich des Firth of Forth am frühen Morgen aus einem britischen Verband heraus durch drei Torpedos des U-Boots U 52 versenkt. 38 Crewmitglieder fanden den Tod. Das Gros der Besatzung konnte von anderen britischen Schiffen gerettet werden, da der dritte Treffer erst nach längerer Zeit erfolgte und wegen Maschinenausfall nach den beiden ersten Treffern die Räumung des Schiffes weitgehend vollzogen war.
Am 20. August 1916 wurde die Falmouth in der Nordsee vom deutschen U-Boot U 63 vor der mittelenglischen Küste versenkt, als sie sich im Schlepp zweier Schlepper befand, nachdem sie von U 66 (Typ UD) am Vortag torpediert worden war. Da der Großteil der Crew nach dem ersten Torpedotreffer von den Begleitschiffen abgeborgen worden war, kamen bei der Versenkung nur elf Mann ums Leben.

## Schicksal
Die Schiffe dienten auf verschiedenen Auslandsstationen nicht lange über das Kriegsende hinaus. Als die Adelaide als letztes Schiff der Klasse 1922 fertiggestellt wurde, waren vier Schiffe der ersten Serie und die beiden ursprünglich für Griechenland gebauten Schiffe schon zum Abbruch verkauft. Von den britischen Schiffen schied als letzte die Birmingham 1931 aus dem aktiven Dienst. Die Brisbane war noch bis 1936 Trainingsschiff der RAN. Lediglich die erheblich umgebaute Adelaide überlebte auch noch den Zweiten Weltkrieg und wurde erst 1949 abgebrochen.

## Bauwerften
| Vickers, Barrow-in-Furness             | 2 Schiffe: HMS Liverpool, HMS Dartmouth,                | 2 Schiffe: HMS Liverpool, HMS Dartmouth,                |
| Fairfield Shipbuilders, Govan          | 1 Schiff: HMS Glasgow,                                  | 1 Schiff: HMS Glasgow,                                  |
| William Beardmore and Company, Dalmuir | 3 Schiffe: HMS Gloucester, HMS Falmouth, HMS Dublin,    | 3 Schiffe: HMS Gloucester, HMS Falmouth, HMS Dublin,    |
| Armstrong-Whitworth, Elswick           | 3 Schiffe: HMS Newcastle, HMS Weymouth, HMS Birmingham, | 3 Schiffe: HMS Newcastle, HMS Weymouth, HMS Birmingham, |
| John Brown & Company, Clydebank        | 2 Schiffe: HMS Bristol, HMS Southampton,                | 2 Schiffe: HMS Bristol, HMS Southampton,                |
| London and Glasgow Company, Govan      | 2 Schiffe: HMS Yarmouth, HMAS Sydney,                   | 2 Schiffe: HMS Yarmouth, HMAS Sydney,                   |
| Chatham Dockyard, Chatham (Kent)       | 2 Schiffe: HMS Chatham, HMS Lowestoft,                  | 2 Schiffe: HMS Chatham, HMS Lowestoft,                  |
| Cammell Laird, Birkenhead              | 3 Schiffe: HMAS Melbourne, HMS Birkenhead, HMS Chester, | 3 Schiffe: HMAS Melbourne, HMS Birkenhead, HMS Chester, |
| Cockatoo Island Dockyard, Sydney       | 2 Schiffe: HMAS Brisbane, HMAS Adelaide,                | 2 Schiffe: HMAS Brisbane, HMAS Adelaide,                |
| Pembroke Dockyard, Pembroke Dock       | 1 Schiff: HMS Nottingham,                               | 1 Schiff: HMS Nottingham,                               |